# 1255 Schilowa
1255 Schilowa је астероид главног астероидног појаса са пречником од приближно 32,52 .
Афел астероида је на удаљености од 3,684 астрономских јединица (АЈ) од Сунца, а перихел на 2,606 АЈ.
Ексцентрицитет орбите износи 0,171, инклинација (нагиб) орбите у односу на раван еклиптике 8,542 степени, а орбитални период износи 2037,621 дана (5,578 година).
Апсолутна магнитуда астероида је 10,20 а геометријски албедо 0,138.
Астероид је откривен 8. јула 1932. године.